# المتحدة للتنمية
الشركة المتحدة للتنمية تعد أكبر شركة استثمار وتطوير في قطر. أسست سنة 1999 باتحاد 9 شركات قطرية برأس مال تتعدى أصوله مليار دولا أمريكي.
أدرجت أسهم الشركة للتداول في سوق الدوحة للأوراق المالية سنة 2003 و تمتلك الشركة رأس مال مصرح به قيمته 3.5 مليار ريال قطري، وأصول إجمالية قيمتها 18.2 مليار ريال قطري كما في 31 ديسمبر 2019  وأصبحت من أكثر الشركات تداولا في السوق خاصة من قبل المستثمرين الأجانب حيث تعد هذه الشركة الأولى في فتح باب الاستثمار الأجنبي في قطر.
تمتلك الشركة المتحدة للتنمية وتدير مشروع اللؤلؤة الأكبر والأضخم من نوعه في قطر.

## الوصلات الخارجية
- موقع الشركة
- [الشركة المتحدة للتنمية (UDCD) صفحة الشركة في بورصة قطر]